# Stuart Hall
Stuart Hall (Kingston, 3 de fevereiro de 1932 — Londres, 10 de fevereiro de 2014) foi um teórico cultural e sociólogo britânico-jamaicano que viveu e atuou no Reino Unido a partir de 1951. Hall, juntamente com Richard Hoggart e Raymond Williams, foram os fundadoras da escola de pensamento que hoje é conhecida como os Estudos Culturais Britânicos, também chamada de Escola de Estudos Culturais de Birmingham. Também foi presidente da Associação Britânica de Sociologia entre 1995 e 1997.
Na década de 1950, Hall foi um dos fundadores da influente revista New Left Review. A convite de Hoggart, Hall entrou para o Centro de Estudos de Cultura Contemporânea da Universidade de Birmingham em 1964. Hall assumiu a direção desse centro em 1968 e lá permaneceu até 1979. Stuart Hall é reconhecido por expandir o escopo dos estudos culturais para lidar com raça e gênero, além de ajudar a incorporar novas ideias derivadas do trabalho de teóricos franceses.
Hall deixou o centro em 1979 para se tornar um professor de sociologia na Open University da qual se aposenta em 1997, tornando-se Professor Emérito. O jornal britânico The Observer o chamou de "um dos principais teóricos culturais do país". Ele foi casado com Catherine Hall, militante feminista e professora de história britânica moderna na University College London.

## Biografia
Nascido em 1932 em Kingston, capital da Jamaica, em uma família negra de classe média cujo pai, Herman Hall, foi o primeiro não branco do país a ocupar uma posição de chefia (chefe de contabilidade) na United Fruit Company, e cuja mãe, Jessie, tinha antepassados brancos. Ela era descendente de  escoceses, de escravos africanos e de judeus portugueses. Hall recebeu uma educação inglesa clássica no Jamaica College, uma destacada escola secundária masculina de Kingston, enquanto se aliava à luta contra o Colonialismo e pela independência da Jamaica.
Com o aumento da tensão racial e política no país, ao ganhar uma bolsa de estudos Rhodes para estudar na Universidade de Oxford, Hall mudou-se para a Inglaterra em 1951. Parte da larga escala de migração caribenha havia começado três anos antes, com a chegada do Empire Windrush. Ele ainda lembra que, quando pegou o trem de Bristol para a estação Paddington em Londres, viu a paisagem familiar das novelas de Thomas Hardy.
Entretanto, se a Grã-Bretanha era uma cultura que ele conhecia da literatura, não era uma cultura da qual ele se sentia parte, sempre se imaginando como um “familiar estranho”. Em Merton College, estudando inglês, experimentou esse sentimento de estrangeiro. Seu entusiasmo – por uma nova política, por um mundo sensível aos valores das diferenças humanas – era incompreensível aos olhares dos estudantes ingleses que o cercavam. Meio século mais tarde diria ao jornal The Guardian: “Não sou inglês e nunca serei. Vivi uma vida de deslocamento parcial”.
Conforme os anos se passaram, sua relação com a cultura negra se endossou. Ambivalente em relação ao lugar que onde vinha e ao lugar de onde estava, ele tentou sobreviver à escuridão medieval de Oxford ao abraçar a causa da exclusão das minorias migrantes da cidade. A sensação de deslocamento no novo ambiente fez com que o recém-chegado mergulhasse nas comunidades de migrantes que cresciam no pós-guerra e nos debates sobre o futuro da esquerda.  Dessa ligação e do cenário político de 1956 – marcado pela invasão do Egito por Israel e pela repressão da União Soviética sobre a revolução húngara – surgiu uma nova esquerda, na qual Hall era uma figura influente. Nesse momento ele se viu “preso ao marxismo contra os tanques em Budapeste”.
Em 1957, os problemas marcantes de sua época contribuíram ao lançamento da revista Universities and Left Review, na qual Hall tinha papel fundamental. A revista se fundiria com a New Reasoner, formando a New Left Review, em 1960. Hall foi editor e um dos fundadores da publicação, juntamente com E. P. Thompson e Raymond Williams, tornando-se voz influente nos principais debates políticos da segunda metade do século XX. Ao abandonar sua tese em Henry James, Hall mudou-se para Londres. Durante o dia trabalhava como professor substituto em Brixton e, à noite, na revista NLR, localizada no Soho.
Em 1961, tornou-se palestrante em Film and Media no Chelsea College, London University. Enquanto Brixton e Soho se mostravam simpáticos a ele, Oxford não, influenciando o autor a trabalhar em cultura popular. O recém-criado Centro para Estudos Culturais Contemporâneos da Universidade de Birmingham serviria de base para uma série de questões que Stuart Hall, primeiro pesquisador a ser convidado a integrá-lo, desenvolveria.
Na Campanha Contra o Desarmamento Nuclear, em 1963, Hall conheceu Catherine Barrett, que se casaria com ele no ano seguinte. Com a sua indicação para o CCCS, eles voltaram para Birmingham, onde tiveram seus dois filhos, Becky e Jess, e onde viveram até 1979. Durante esse tempo, Catherine se tornou uma historiadora aclamada, e o casamento comprovou ser uma fonte de amor e suporte mútuo. Para diversos amigos, sua casa em Birmingham e posteriormente em Londres era um local agradável a todos.
Em 1972, ele se tornaria diretor do departamento. Lá, ajudou a moldar um campo de pesquisas emergente, que procurava construir uma abordagem interdisciplinar da cultura, mesclando áreas como sociologia, antropologia, filosofia, crítica literária, linguística e teoria política. Para Hall, a cultura, mais do que um conjunto de referências estéticas ou históricas de determinado grupo humano, era “ponto crítico de ação e intervenção social, no qual relações de poder são estabelecidas e potencialmente desestabilizadas".
Ainda em Birmingham, sobre a liderança de Hall, os estudos culturais ascenderam no mundo acadêmico. Porém, como ressalta Hoggart, Hall raramente usava a primeira pessoa do singular, preferindo falar em nome de todos os colaboradores do trabalho. Sua energia era prodigiosa e ele debatia sobre os media, raça, política, marxismo e a teoria crítica. Apesar de não haver monografias oficialmente reconhecidas em seu nome, Hall produzia uma grande variedade de livros e artigos sobre jornalismo, assim como sobre discurso político, influência da rádio e da televisão.
Em 1979 tornou-se professor de sociologia na Open University, onde permaneceria até 1998, ano em que se tornaria professor emérito, lançando uma série de cursos em comunicação e sociologia. Gradativamente, ele passou a focar em questões sobre raça e o pós-colonialismo, sempre utilizando a sua experiência profissional como estrangeiro.
Sua saída do cargo de professor de sociologia na Open University coincidiu com a vitória de Margaret Tatcher nas eleições. Antes do evento, Hall, convencido de que a emergência do conservadorismo faria uma profunda mudança na história da política da Grã-Bretanha, estabeleceu o termo thatcherismo, em um artigo visionário publicado na Marxism Today, a revista do Partido Comunista da Grã-Bretanha. Em confluência com a teoria de Antonio Gramsci sobre as formas de hegemonia política, Hall enfatizou o papel da raça na política do então partido eleito, numa relação na qual a crença na ordem e no direito caracterizaria o chamado “populismo autoritário” em volume publicado pelo CECC denominado Policing the Crisis (1978).
Em The Politics of Thatcherism (1983), insistiu na ideia de que o estatismo tradicional da esquerda era, em parte, responsável por criar condições que possibilitaram a vitória de Margaret Thatcher, apontando o fato de que o thatcherismo havia se enraizado no sentimento popular. Ele tinha convicção que o Thatcherismo definiria aquilo que era politicamente possível, mesmo após a saída de Thatcher, fornecendo elementos para entender a política do New Labour e da coalizão subsequente.
Hall, que era um ativista na questão de justiça racial, foi convidado a integrar diversos órgãos públicos. No período de 1997 a 2000, serviu na Comissão Runnymede sobre o futuro multiétnico da Grã-Bretanha, e ficou surpreso com a reação midiática sobre a observação da comissão em que a ideia de a Grã-Bretanha não ser inocente, reconhecendo que havia um conflito de raça entre os britânicos.
Apesar de ser muito apegado à vida acadêmica, ele ficou satisfeito de abandonar seu papel de professor integral, abrindo a possibilidade de se reinventar. Aliando-se a novos artistas e produtores, Hall explorou a política da subjetividade negra. Seu envolvimento com a arte negra daria um novo sentido à sua vida intelectual. Ele presidiu o Instituto Internacional de Artes Visuais e o Autograph (Associação de fotógrafos negros). Tamanho era seu orgulho que ajudou a financiar o Rivington Place, em Hoxton, lugar destinado à educação pública sobre problemas multiculturais, abrangendo arte contemporânea e fotografia. Essa sua face foi retratada pelo produtor John Akomfrah em The Unfinished Conversation (2012) e The Stuart Hall Project (2013).
Posteriormente, sua saúde complicou-se, levando-o a fazer diálise intensiva e, logo depois, já numa idade avançada, um transplante de rim. Seu tempo e sua energia, portanto, foram gradualmente sendo consumidos por problemas de saúde. Porém, até o fim, Hall recebia ilimitadas visitas daqueles que desejavam discutir com ele a política da contemporaneidade.
Em relação ao New Labour, ele ficou muito irritado com o fato de o Managerialismo (Managerialism) esvaziar a vida pública, e também estava pessimista com a situação global. Mesmo assim, não deixou de participar ativamente de manifestos contra as políticas neoliberais nos anos subsequentes.
Esteve no Brasil em 2000 para uma série de conferências e teve traduzida a coletânea de ensaios Da diáspora — Identidades e mediações culturais (Editora UFMG, organização de Liv Sovik) e o livro A identidade cultural na pós-modernidade (DP&A Editora). Continuou também a ser uma voz ativa na política britânica.
Tornou-se membro da British Academy em 2005, sendo reconhecido pela Academia após uma vasta produção intelectual sobre os diversos conflitos contemporâneos nos diversos meios culturais.
Ao aparecer no Desert Island Discs, Hall declarou ter sido apaixonado por toda sua vida pelo som de Miles Davis. Para ele, a música representava “o som daquilo que não podia ser”.

## Ideias
As ideias de Stuart Hall abrangem questões sobre a hegemonia e cultura, assumindo uma posição pós-gramsciana. Ele considera o uso da linguagem como operador de uma estrutura de poder, instituições, política e economia. Essa visão apresenta as pessoas como produtores e consumidores de cultura ao mesmo tempo. Na teoria gramsciana, hegemonia refere-se à produção sociocultural de "consentimento" e "coerção". Para Hall, a cultura não era algo para simplesmente apreciar ou estudar, mas um "local crítico da ação social e de intervenção, onde as relações de poder são estabelecidas e potencialmente instáveis".
Hall tornou-se um dos principais proponentes da teoria da recepção, e desenvolveu a teoria de codificação e decodificação. Esta abordagem para a análise textual centra-se na possibilidade de negociação e oposição por parte do público. Isso significa que o público não se limita a aceitar passivamente um texto – controle social. As estatísticas criminais, na visão de Hall, são muitas vezes manipuladas para fins políticos e econômicos. Pânicos morais (por exemplo, sobre o assalto) poderia, assim, ser inflamado, a fim de conseguir apoio público para a necessidade de "polícia da crise".
Os estudos sobre a relação entre preconceito racial e mídia têm reputação tão influente que servem de fundamento para os estudos culturais contemporâneos. Hall aborda amplamente noções de identidade cultural, raça e etnia, particularmente no âmbito de criação da política de identidades da diáspora negra. Ele acreditava que a identidade é um produto em curso da história, na cultura.

### Estudos Culturais
O campo dos Estudos Culturais emerge na década de 1950 sob a ótica de um debate na época em que o modelo de pensamento vigente se revelava insuficiente para contemplar novas características sociais que surgiam. Estas passaram a valorizar o estudo da cultura, consciência e experiência, a partir da defesa da tese de que “concentradas na palavra ‘cultura’, existem questões diretamente propostas pelas grandes mudanças históricas que as modificações na indústria, na democracia e nas classes sociais representam de maneira própria e às quais a arte responde, também, de forma semelhante”.  É um campo de estudos em que diversas disciplinas se interseccionam no estudo de aspectos culturais da sociedade contemporânea.
Na Inglaterra, foi criado de forma organizada o Centre for Contemporary Cultural Studies (CCCS) em 1964 por Richard Hoggart, dando um respaldo formal a este campo de pesquisa. Os três textos considerados propulsores dos Estudos Culturais são The Uses of Literacy (1957) de Hoggart, Culture and Society (1958) de Raymond Williams e The Making of the English Working-class (1963) de E. P. Thompson. Tais obras realizam, primeiramente, uma retrospectiva da história cultural mundial, a construção de um conceito de “cultura comum ou ordinária” para se equiparar à arte, música e literatura historicamente produzidos pelas elites, e, por fim, conduzir à perspectiva ka classe trabalhadora através de um relato da sociedade inglesa partindo do ponto de vista “dos de baixo”.
As contribuições de Stuart Hall para o campo dos Estudos Culturais tiveram início quando Hoggart o convidou a participar do CCCS, no ano de 1964. Em 1968, tornou-se diretor do Centro e, ao longo de sua carreira, aprofundou os estudos no sentido de pensar o multiculturalismo, a questão racial, o discurso comunicativo das mídias televisivas, a hegemonia cultural partindo de uma postura gramsciana, entre outros. Entre as principais obras referentes a este conteúdo encontram-se Working Papers in Cultural Studies (1972), e Media, Culture and Society (1980), além de diversos artigos.

#### Conceituando cultura
Desenvolve-se, a partir deste campo, um conceito expandido de cultura, superando a noção marxista que vê uma superestrutura econômica determinante, e visando acreditar em uma maior autonomia das práticas sociais diante dos comportamentos do sistema capitalista. A cultura perde seu aspecto monolítico, apropriando-se de práticas e rituais da vida cotidiana. Busca-se, também, abarcar a diversidade de comportamentos dos mais distintos grupos sociais para compor este amplo estudo, visando compreender ainda mais a cultura como produto das relações humanas.
O campo dos Estudos Culturais encontrou em cultura seu ponto de convergência, mas não foi capaz de determinar uma definição não problemática para o termo. Duas conceituações foram propostas por Raymond Williams, na obra The Long Revolution, sendo a primeira delas a noção de cultura como “domínio das ideias”, relacionando-a com a “soma de descrições disponíveis pelas quais as sociedades dão sentido e refletem as suas experiências comuns”.  A segunda enfoca o aspecto de cultura como “práticas sociais”, deliberando a existência de “cultura como um modo de vida global”.
A interpolação dos dois conceitos culminou no desenvolvimento de uma teoria de cultura, que seria o “estudo das relações entre elementos em um modo de vida global”. De forma mais aprofundada, a definição de cultura é dada “ao mesmo tempo como os sentidos e valores que nascem entre as classes e grupos sociais diferentes, com base em suas relações e condições históricas, pelas quais eles lidam com suas condições de existência e respondem a estas; e também como as tradições e práticas vividas através das quais esses “entendimentos” são expressos e nos quais estão incorporados”.

#### Hegemonia cultural
Os Estudos Culturais foram fundamentais no processo de compreensão da cultura como instrumento de dominação, a partir de uma concepção marxista e gramsciana. O desenvolvimento de estudos relativos à produção de cultura, consolidação de uma indústria cultural e, ao mesmo tempo, ampliar o conceito de cultura para considerar quaisquer práticas sociais de quaisquer povos como parte desta análise contribuíram para que ficasse claro o exercício da hegemonia por parte das culturas dominantes.
Segundo a teoria de Antonio Gramsci, o exercício da hegemonia é pautado numa dominação ideológica, não inteiramente coercitiva, mas que se perpetua por uma aceitação do dominado. Ou seja, baseia-se num movimento de criação de consenso. Originalmente tal comportamento foi utilizado para explicar a relação entre classes sociais, sobretudo em relação à dominação da burguesia sobre o proletariado. A cultura da sociedade, ou seja, crenças, percepções, valores e morais, sendo manipulada pela classe dominante, passa a ser percebida como universal, o que valida o status quo de determinadas práticas sociais.
Ao transpor essa relação não mais para a relação entre classes, mas sob uma perspectiva multicultural, Hall desenvolveu trabalhos referentes à participação da mídia como instrumento de perpetuação da ideologia cultural dominante. O papel da indústria cultural é de difusor da cultura hegemônica.

#### A importância da linguagem para os Estudos Culturais
O trabalho de Hall caminha no sentido de compreender a linguagem como ponto estrutural para o entendimento da cultura, no sentido de linguística estar profundamente associada à construção de identidade cultural de seus povos. Ademais, aborda questões relevantes à observação das diferentes percepções, dos diversos modos de compreensão de discursos dependendo da posição que o receptor ocupa na cadeia comunicativa. Tais relações são aprofundadas no modelo de Hall de Teoria da Recepção.

#### Pensando feminismo e raça
Os Estudos Culturais foram marcados por momentos de ruptura no que diz respeito aos dois aspectos citados acima. A partir de meados da década de 1970, conforme a força do movimento negro e do movimento feminista foi crescendo na política ocidental, foi necessário que o campo repensasse as questões de hegemonia e desigualdade não somente por um ponto de vista de sociedades culturalmente dominantes (produtoras do discurso comunicativo), mas também no sentido pessoal de dominação dos próprios condutores de tais instituições. Estas chamadas ‘subculturas’ passaram a resistir a alguns aspectos da estrutura dominante de poder. Ou seja, surgiu a percepção de que quem operava os mecanismos de dominação cultural era, em sua maioria, uma população branca e masculina, e essa realidade exercia influência direta no conteúdo reproduzido pela mídia.
Hall aponta o feminismo como uma das rupturas teóricas decisivas que alterou uma prática acumulada em Estudos Culturais, reorganizando sua agenda em termos concretos. Alguns aspectos mencionados por Hall foram “a proposição do pessoal como político, a expansão radical da noção de poder, a centralidade das questões de sexualidade e gênero para a compreensão do próprio poder, a abertura de questões subjetivas como prática teórica e a apropriação do estudo da psicanálise”. Foi necessário desconstruir o que Hall chamou de “natureza sexuada do poder”  e fazer, do ponto de vista racial, com que colocassem na agenda as questões criticas de raça, a política racial, a resistência ao racismo e questões críticas da política cultural.

#### Estudos Culturais como projeto
Hall enfatiza a necessidade de manter os Estudos Culturais como um processo em constante mudança. Ele cita: “os estudos culturais têm chamado a atenção não apenas devido ao seu desenvolvimento interno teórico por vezes estonteante, mas por manter questões políticas e teóricas numa tensão não resolvida e permanente”.
Entende, ainda, que é pressuposto aos estudiosos do campo que compreendam o mundo como uma situação de constantes mudanças, e estas devem ser entendidas e analisadas, mas dificilmente serão substancialmente determinadas pelos estudos. A transitoriedade é fundamental à compreensão de cultura. O legado dos Estudos Culturais, portanto, consiste em seu não esgotamento.

### Teoria da Recepção
A teoria da recepção sob o modelo da Codificação/Decodificação foi elabora em meio a diferentes contextos. Primeiramente, identifica-se um contexto teórico-metodológico. O artigo referente a este assunto foi apresentado em um colóquio organizado pelo Centre for Mass Communications Research na Universidade de Leicester, conhecido pelos seus tradicionais modelos empíricos positivistas de análise de conteúdo. Tendo posicionamento contrário aos anteriormente adotados, critica especialmente a adotada unilinearidade da transmissão emissor-receptor no processo comunicativo. O segundo contexto no qual o artigo encontra-se imerso é o político. Nesse contexto, Hall fala da necessidade de as questões políticas operarem pela construção e reconstrução de sentido, alertando, entretanto, para a impossibilidade de um significado fixo, para a inexistência de uma lógica determinante global que se permita decifrar um significado fixamente. O terceiro contexto relaciona-se com a discussão do próprio marxismo. O autor utiliza-se do modelo marxista e o transporta para o sistema comunicativo, estabelecendo-o segundo uma estrutura de circuito de produção.
Hall, portanto, desenvolve sua teoria a partir de uma estrutura de momentos distintos e interligados, em que as práticas são conectadas entre si, porém independentes (produção, circulação, consumo/distribuição e reprodução), de forma muito semelhante à empregada por Marx. Para ele, a produção na comunicação aparece na forma de veículos simbólicos constituídos dentro das regras da linguagem. Já circulação e o consumo deste produto realizam-se sob a forma discursiva. Ao final, o discurso deve ser traduzido, podendo ou não ser dele apreendido algum sentido. No entanto, por serem etapas distintas e independentes, um momento não consegue garantir a perfeita existência do momento seguinte, ao qual se encontra articulado.
No caso do processo comunicativo televisivo, todo evento real deve ser reproduzido de acordo com as regras próprias do discurso, por meio de uma mensagem construída pelo processo de produção empregado pelas estruturas institucionais de radiodifusão. Logo, para produzir algum efeito, a mensagem deve ser apropriada como um discurso significativo e ser significantemente decodificada. O processo é feito, então, pelo emprego de um código para produção de uma mensagem, que posteriormente é decodificada para se transformar em práticas sociais.
Realidade e linguagem são, desta forma, coisas distintas. A realidade é constantemente reproduzida através da linguagem, por meio de códigos. Alguns destes códigos dão a impressão de terem sido dados naturalmente, esquecendo-se de que todos os códigos foram, em algum momento, criados por determinada cultura. Por esta razão, eles reproduzem reconhecimentos “naturais”, assumem status de percepção naturalizada. Os signos icônicos são bons exemplos disso.
Hall também faz uma distinção analítica de denotação e conotação, dizendo que em seu texto denotação seria empregada como os aspectos de um signo que parecem ser considerados, em qualquer comunidade e a qualquer tempo, como o seu sentido “literal”; e conotação corresponderia aos significados que se geram em associação com o signo.
Esta distinção é feita porque, para ele, dificilmente os signos terão sentidos “literais”, consensuais. Além disso, ele também afirma que é no âmbito conotativo que operam de maneira mais forte os valores ideológicos, vez que nessa esfera os sentidos não são fixados numa percepção naturalizada, são mais abertos e mais passíveis de transformações; abre-se, assim, campo para que as ideologias alterem a significação, nasce a “luta de classes” da linguagem.
Códigos visuais são aqueles que melhor assumem dimensões ideológicas que de alguma forma adicionam algum sentido aos signos, especialmente quando ocorre a intersecção com códigos semânticos culturais. São nesses códigos em que se dão as interferências de poder e de ideologia para a formação de verdadeiros mapas de sentido, que estabelecerão uma série de significados inscritos nos códigos.
Hall identifica também a presença de elementos culturais, sociais e políticos que influenciam no processo de significação, constituindo sentidos dominantes ou preferenciais. Esses sentidos dominantes expressam-se nas chamadas “leituras preferenciais”, moldadas diretamente pela influência da ordem social e seus significados, crenças e práticas.
Ao se falar em sentido dominante, o processo comunicativo não é reduzido a uma via de mão única, o que na verdade ocorre é um trabalho para conferir legitimidade a exigência de uma determinada forma de decodificação de acordo com as definições dominantes nas quais o fato tem seu significado enquadrado. Dessa forma, não ocorre um "erro" na compreensão de um conteúdo, ocorre uma assimetria entre o sentido pretendido pelo produtor (posição dominante) e o decodificado pelo receptor.
Pelo fato de serem independentes, codificação e decodificação não garantem ou estabelecem uma a outra, a codificação opera impondo alguns limites para a atuação da decodificação. É claro que eventualmente existem interpretações totalmente distintas das que a produção procura estabelecer, mas a regra é que haja uma correspondência entre as duas fases. Ainda assim, a codificação não tem o poder de garantir os códigos a serem empregados na decodificação, por isso, não há um sistema perfeitamente equivalente, não existe a “comunicação perfeitamente transparente”. Com base nisso, Stuart Hall colaciona três diferentes hipóteses de decodificação de um discurso televisivo, sendo elas as seguintes: a posição hegemônica-dominante, a do código negociado e, por fim, a posição globalmente contrária.
Posição hegemônica-dominante: o telespectador assimila o sentido da maneira como foi referencialmente codificada no processo de produção, simplificando, a mensagem é entendida pelo receptor da mesma forma que se pretendia na codificação. Este seria o ponto mais próximo da “comunicação perfeitamente transparente”. 
Posição do código negociado: dentro da versão negociada, o receptor reconhece a legitimidade dos conceitos hegemônicos para fazer as grandes significações, mas em um nível mais restrito ele faz suas próprias regras - funcionando como exceções à regra. Essa versão negociada da ideologia dominante está, portanto atravessada por contradições, apesar de que isso só se torna visível em algumas ocasiões. É o caso de um professor concordar com a necessidade de haver greve geral do sindicato para pressionar uma melhoria de condições de trabalho e de salário, mas isso pode ter pouca ou nenhuma relação com ele entrar em greve e ir protestar nas ruas. 
Posição globalmente contrária: trata da possibilidade de o telespectador compreender tanto a inclinação conotativa quanto a literal do discurso e, ainda assim, decodificar a mensagem de maneira totalmente oposta, localizando-a em um referencial alternativo. Por exemplo, quando um telespectador assiste uma votação política para o impeachment do presidente e entende cada menção à “democracia” como “impeachment”, ele está agindo dentro do que denomina-se código de oposição.
Neste artigo, o objetivo buscado por Stuart Hall foi o de entender o funcionamento dos meios de divulgação televisivos por uma abordagem relativa à linguagem e ao processo discursivo, de maneira conjunta com uma análise da influência exercida pelos fatores sociais, culturais e políticos sobre esse processo.

### Pensamento sobre a criminologia
Além da vasta contribuição de Stuart Hall no estudo cultural, há diversas contribuições ao pensamento criminológico. Como um dos fundadores do estudo acadêmico da cultura popular, Hall analisou o papel da cultura popular como fonte de representação, mobilização ideológica e controle do “problema do crime”. A partir dessas ideias, Stuart Hall produziu duas obras colaborativas que se provaram profundamente influenciadoras do pensamento crítico criminológico.
Em sua primeira coletânea intitulada Resistance through Rituals (1976, 2006), Hall e seus colaboradores enfocaram na florescente subcultura da juventude branca da década de 1970. Baseado nas ideias do marxista francês, Louis Althusser, a coleção de ensaios apresentam como as mudanças na cultura popular e o florescimento de uma nova cultura consumista aparentavam a liberdade de escolha e ausência de classes as quais camuflavam as reais relações de classe e poder. Althusser e Hall argumentavam que as ideologias (imagens ou ideias) trabalhavam inconscientemente por meio de nossa crença que endereçavam-nos individualmente ao invés de como um membro de um grupo, e eram percebidas como serem livremente escolhidas, sendo consideradas “naturais” e como senso comum. Hall conectava a noção de ideologia de Althusser com o conceito de hegemonia  de Gramsci, descrevendo o processo ativo no qual as ideias dominantes são estabelecidas pelo consenso e liderança e não por coerção e regras. Nessa linha de pensamento de como a ideologia funciona, a hegemonia é mantida por meio de uma acomodação ou incorporação parcial de grupos subordinados através da cultura popular. Como a sua obra demonstra, a cultura e a representação popular são ainda um lugar de  contestação e luta.
A segunda obra, Policing the crisis (1978), se baseia também em Gramsci. Desta vez, Hall e seus coautores analisam a condição, focando particularmente no racismo enfrentado por jovens negros em seu cotidiano. Como na edição anterior, o autor tenta desvencilhar a relação entre ideologia e representações de crimes e desvios.
Contemporâneos das mudanças sociais, econômicas e culturais da década de 1970 na Grã-Bretanha, ambas as obras (Resistance e Policing) merecem uma atenção especial em face das transformações de sua época, nas condições e formas  britânicas de controle do crime. De fato, Policing antecipou o “thatcherismo”, a forma político-econômica do governo inaugurada pela eleição de Margaret Thatcher um ano após a publicação da obra Policing. Hall subsequentemente escreveu e editou algumas das mais mordazes críticas do thatcherismo e seu particular estigma de “populismo autoritário” (Hall e Jacques 1983; Hall 1988). Ambos - Policing e Resistance - iniciam com uma análise das razões por trás da escalada do pânico moral e do controle social intensificada na década de 1970.
A primeira enfatizava o reaparecimento dos conflitos de classe, parcialmente deslocados em respostas subculturais juvenis de mudança; ao passo que a última enfatizava a crise de autoridade deslocada parcialmente nos negros, sua resistência e supostamente criminalidade. Hall e seus colegas argumentaram que a consequente construção dos demônios folclóricos – dos brancos e negros da classe-média trabalhadora – eram na verdade um deslocamento de ansiedade profunda sobre mudança e desordem social. O encaminhamento para uma sociedade de direito e de ordem viu uma mudança de uma cultura política baseada no consenso para outra cada vez mais baseada na coerção, controle e crise; e a expansão do uso da lei e política autoritária. Em retrospecto, esse encaminhamento iniciado na década de 1970, se tornou a maneira pela qual o estado Britânico governou desde então. A crise mencionada na obra Policing se refere às maneiras pelas quais o estado Britânico no contexto de mudanças nas estruturas de classe,  comunidade e economia.
Sob essas novas condições, transições de jovens e experiências de mobilidade social encontraram expressões culturais em estilos jovens frequentemente opostos e contraditórios – ted, mod, skinhead e hippy. Fora de moda segundo os padrões atuais, a obra Resistance se enraizou fortemente numa análise de classes da subcultura da juventude, argumentando que as subculturas expressavam “soluções imaginativas” para rupturas das transições dos jovens baseadas em classes provocadas por rápidas transformações sociais. No entanto, foi a obra Policing que melhor capturou a essência da década de 1970. Iniciando com um estudo de caso no tratamento da mídia de um “assalto que não deu certo”, a obra expande a análise para incorporar o papel ativo da mídia, da polícia e do judiciário na amplificação da ameaça à sociedade que o assalto foi dito responsável. Eventualmente, o pânico do assalto – que relacionava raça, juventude e crime – convergiu numa série de pânicos morais sobre violência, direito e ordem. Os autores mostraram que o problema do crime e desordem se transformou no metafórico e simbólico critério para tudo que ocorria de ruim no sociedade e no governo britânico. A criação de uma campanha de direito e ordem geral definiu o tom para todas as discussões oficiais por meio da concepção do que o problema do crime era.
Nesse sentido, Policing foi visionário e subsequentemente influente em recentes análises. Por exemplo, no trabalho de Hall, é possível encontrar ecos prematuros de processos como “governando por meio do crime” (Simon 2007) no qual os governos são ditos propositadamente criadores da cultura do medo e da contraproducente e perniciosa consequência da criminalização do homem negro pobre (Western 2006). Hoje, é um axioma criminológico que os Estados democráticos rotineiramente usem o “problema do crime” como uma maneira de suportar a autoridade e legitimidade. As análises de Stuart Hall das experiências dos jovens desempregados negros alienados em 1970, e sua marginalização e criminalização pelas autoridades,  apareceram ainda mais visionárias quando, apenas três anos depois da publicação do Policing, houve uma aparição de diversos casos de violência raciais em diversas cidades britânicas no verão de (1980).
Voltando-se às publicações de Stuart Hall sobre representações, ideologias e diferenças da mídia é possível verificar como essas influenciaram debates dentro da esfera cultural e crítica da criminologia. Em relação ao discurso induzido pela mídia sobre crime, existem vários aspectos dos manuscritos de Hall (1980) de relevante interesse. O autor argumenta que a mensagem da mídia enviada é raramente recebida. Essa “falta de ajuste” entre o emissor e o público – entre a produção da mensagem e a recepção – ocorre porque o significado não é fixo e é recebido em diferentes maneiras. Frequentemente,  a produção e recepção da mensagem são instáveis; em outros momentos as pressuposições ajudaram a formar a percepção de realidade e operar na reprodução da hegemonia. As maneiras nas quais a mensagem é construída pelos emissores e assimilada e lida pelo público depende da preferência não fixa da leitura. Leituras preferenciais envolvem a suspensão da reflexão crítica do público; a retórica da parcialidade e o favorecimento da objetividade pelos profissionais de mídia; ou o banimento, inversão ou oposição às mensagens da mídia. Assim, existem tensões entre a mídia massificada vista como a unilateral fornecedora de uma ideologia dominante, e a ativa, instável recepção da mensagem da mídia por meio do público.
As mais recentes obras de Hall (1996) endereçam o que já foi reconhecido como sendo uma profunda mudança cultural na qual não é mais defensável manter antigas noções de estabilidade em áreas como identidade, etnicidade, raça e nação. Sua defesa da nova política sobre identidade, hibridismo, diferença e o aumento da multietnicidade britânica é  reconhecida; bem como sua intervenção na mudança da política discursiva do multiculturalismo para coesão social como uma maneira de governo das relações multiétnicas na Grã-Bretanha (Parekh Report, 2000). Finalmente, essa mudança da ênfase anterior na identidade étnica e de classe para questionar a diversidade e relativismo cultural nos estudos da cultura popular de Hall, apontam às questões irresolutas sobre como a diferença será reconciliada com uma coesão solidária e social, bem como a competição sobre um acesso desigual a um escasso recurso material e cultural.

## Publicações

### 1960s
- Stuart Hall, Crosland Territory, New Left Review, no. 2, pp. 2–4. (1960)
- Stuart Hall, with P. Anderson. Politics of the Common Market, New Left Review, no. 10, pp. 1–15. (1961)
- Stuart Hall, The New Frontier, New Left Review, no. 8, pp. 47–48. (1961)
- Stuart Hall, Student Journals, New Left Review, no. 7, pp. 50–51. (1961)
- Stuart Hall, with Paddy Whannell. The Popular Arts. London: Hutchinson. (1964)
- Stuart Hall, The Hippies: An American Moment. Birmingham: Centre for Contemporary Cultural Studies. (1968)

### 1970s
- Stuart Hall, Deviancy, Politics and the Media. Birmingham: Centre for Contemporary Cultural Studies. (1971)
- Stuart Hall, Life and Death of Picture Post, Cambridge Review, vol. 92, no. 2201. (1971)
- Stuart Hall, with P. Walton. Situating Marx: Evaluations and Departures. London: Human Context Books. (1972)
- Stuart Hall, The Social Eye of Picture Post, Working Papers in Cultural Studies, no. 2, pp. 71–120. (1972)
- Stuart Hall, Encoding and Decoding in the Television Discourse. Birmingham: Centre for Contemporary Cultural Studies. (1973)
- Stuart Hall, A ‘Reading’ of Marx's 1857 Introduction to the Grundrisse. Birmingham: Centre for Contemporary Cultural Studies. (1973)
- Stuart Hall, Marx’s Notes on Method: A ‘Reading’ of the ‘1857 Introduction’, Working Papers in Cultural Studies, no. 6, pp. 132–171. (1974)
- Stuart Hall, with T. Jefferson. Resistance Through Rituals, Youth Subcultures in Post-War Britain. London: Hutchinson. (1977)
- Stuart Hall, Journalism of the Air under Review, Journalism Studies Review, vol. 1, no. 1, pp. 43–45. (1977)
- Stuart Hall, with C. Critcher, T. Jefferson, J. Clarke, B. Roberts. Policing the Crisis: Mugging, the State and Law and Order. London: Macmillan. London: Macmillan Press. ISBN 0-333-22061-7 (paperback) ISBN 0-333-22060-9 (hardbound). (1978)
- Stuart Hall, 'The Great Moving Right Show', Marxism Today. January. (1979)

### 1980s
- Stuart Hall, Encoding / Decoding. In: Hall, D. Hobson, A. Lowe, and P. Willis (eds). Culture, Media, Language: Working Papers in Cultural Studies, 1972–79. London: Hutchinson, pp. 128–138. (1980)
- Stuart Hall, Ecoding/Decoding. Culture, Media, Language. Working Papers in Cultural Studies, 1972-1979. Lodon: Hutchinson, 1980. Tradução de Ana Carolina Escosteguy e Francisco Rüdiger.
- Stuart Hall, Cultural Studies: two paradigms. Media, Culture and Society. vol.2, pp. 57–72. (1980)
- Stuart Hall, Notes on Deconstructing the Popular. In People's History and Socialist Theory. London: Routledge. (1981)
- Stuart Hall, with P. Scraton. Law, Class and Control. In: M. Fitzgerald, G. McLennan & J. Pawson (eds). Crime and Society, London: RKP. (1981)
- Stuart Hall, The Hard Road to Renewal: Thatcherism and the Crisis of the Left. London: Verso. (1988)
- Stuart Hall, Gramsci's Relevance for the Study of Race and Ethnicity, Journal of Communication Inquiry, vol. 10, no. 2, pp. 5–27. (1986)
- Stuart Hall, with M. Jacques. People Aid: A New Politics Sweeps the Land, Marxism Today, July, pp. 10–14. (1986)

### 1990s
- Stuart Hall, The Question of Cultural Identity. In: Hall, David Held, Anthony McGrew (eds), Modernity and Its Futures. Cambridge: Polity Press, pp. 274–316. (1992)
- Stuart Hall, Representation: Cultural Representations and Signifying Practices. London: SAGE Publications Ltd. (1997)

## Legado

### Biblioteca
Stuart Hall Library, biblioteca de referência do InIVA no Rivington Place, em Shoreditch, em Londres, tem o nome de Stuart Hall, que foi presidente do conselho de InIVA por muitos anos.

### Em vídeo
Sturt Hall foi um apresentador de uma série de 7 partes intitulado "Redemption Song", no qual analisava os elementos de composição do Caribe, vislumbrando a turbulenta história das ilhas e entrevistando habitantes na época. Os episódios da série BBC2 30/06 / 91-12 / 08/91, foram os seguintes:
- Shades of Freedom (11/08/1991)
- Following Fidel (04/08/1991)
- World's Apart (28/07/1991)
- La Grande Illusion (21/07/1991)
- Paradise Lost (14/07/1991)
- Out of Africa (07/07/1991)
- Iron in the Soul (30/06/1991)

Algumas palestras de Stuart Hall foram transformadas em vídeos distribuídos pela Media Education Foundation:
- Race, the Floating Signifier (1997).
- Representation & the Media (1997).
- The Origins of Cultural Studies (2006).

Mike Dibb produziu um filme baseado em uma longa entrevista entre o jornalista Maya Jaggi e Stuart Hall intitulado Personally Speaking (2009).
Hall foi o tema de dois filmes dirigidos por John Akomfrah, intitulado The Conversation Unfinished (2012) e The Stuart Hall Project (2013).